# Старообрядческая церковь (Муствеэ)
Храм Святой Троицы — старообрядческий православный храм поморского толка в Муствеэ, Эстония. Престолы храма освящены во имя Святой Троицы, Введения Пресвятой Богородицы и Святителя Николы.

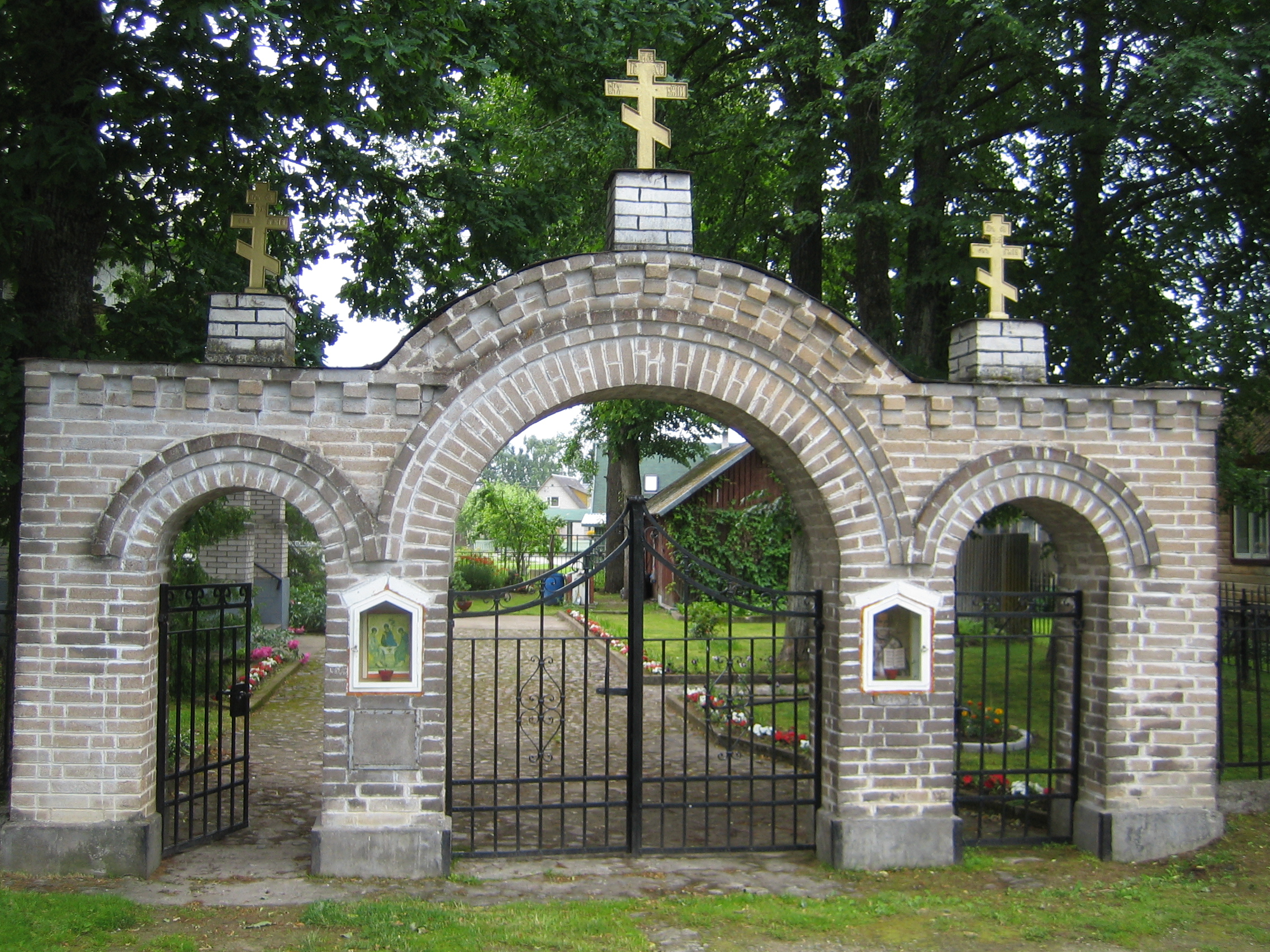
Ворота старообрядческой церкви

## История
Строительство храма для старообрядческой общины Муствеэ началось в 1927 году. Автором проекта церкви был инженер Й. Янсен. Над внутренним оформлением храма работали мастера иконописцы Г. Е. Фролов, П. М. Софронов и М. Г. Солнцев.
Освящение храма состоялось в июне 1930 года. К моменту постройки это был самый большой староверческий храм Эстонии. На церемонии освящения присутствовало около 3500 человек. Сама церковь была рассчитана на 1000 молящихся. Изначально церковь была бревенчатой, но после проведения дополнительных строительных работ она стала выглядеть как каменная.
В 1940 году после прихода советской власти службы в церкви были прекращены. После Великой Отечественной войны службы возобновились.